# Laurin & Klement FCR
Laurin & Klement FCR byl závodní automobil vyráběný automobilkou Laurin & Klement v roce 1909. Byl to otevřený dvoumístný vůz. Byl úzký a vysoký kvůli vysokému motoru a měl vysoko položené těžiště. Vyrobeny byly celkem 2 kusy.
Na anglickém okruhu Brooklands dlouhém 2,6 km v deseti kolech dosáhl průměrné rychlosti 116,15 km/h a nejrychlejším kolem v průměrné rychlosti 118,75 km/h získal světový rychlostní rekord 118,75 km/h, platný pro třídu vozidel s vrtáním válců do 86 mm. V roce 1911 s tímto automobilem ing. Otto Hieronimus zvítězil a současně vytvořil traťový rekord 3:44,2 min. na závodu do vrchu Zbraslav - Jíloviště. Tento typ FCR zaznamenal vítězství na závodech do vrchu ve své třídě na Semmeringu, ve francouzském Gaillonu (Rouen) a v absolutním pořadí v Terstu (Trieste-Opicina).
Motor byl uložený vpředu a poháněl zadní kola. Byl to řadový čtyřválec s rozvodem OHC s objemem 5672 cm³ (vrtání 85 mm a zdvih 250 mm), karburátorem L&K, výkon 74 kW (100 koní). Obě nápravy byly tuhé na listových perech.